# Fère-en-Tardenois

Fère-en-Tardenois este o comună în departamentul Aisne din nordul Franței. În 1 ianuarie 2022 avea o populație de 2.881 de locuitori.

## Personalități născute aici
- Camille Claudel (1864 - 1943), sculptoriță.